# أبراهام غولدفادن
كان أبراهام غولدفادن (وُلد باسم أفرَم غولدفودن؛ 24 يوليو 1840 – 9 يناير 1908)، والمعروف أيضًا باسم أفرام غولدفادن، شاعقر يهودي روسي المولد وكاتب ومخرج مسرحي وممثل باللغتين اليديشية والعبرية ومؤلفٌ لنحو 40 مسرحية. يُعتبر غولدفادن مؤسس المسرح اليهودي الحديث.
أسس عام 1876 في رومانيا ما يُعرف عمومًا بأنه بأول فرقة مسرحية محترفة باللغة اليديشية في العالم. وكان أيضًا متعهد أول مسرحية باللغة العبرية تُعرض في الولايات المتحدة. سُمي مهرجان أفرام غولدفادن في ياش برومانيا تيمنًا باسمه وتقام دوراته على شرفه.
أطلق عليه جاكوب شتيرنبرغ لقب «الأمير الساحر الذي أيقظ الثقافة اليهودية الرومانية الخاملة». وكتب إسرائيل بيركوفيتش عن أعماله: «نجد نقاطًا مشتركة مع ما نسميه اليوم «المسرح الكامل». ففي العديد من مسرحياته، كان يُناوب بين النثر والشعر، والتمثيل الإيمائي والرقص، وأحيانٍ من الألعاب البهلوانية وبعض ألعاب الخفة، وحتى الروحانية...».

## ياش
عند وصوله إلى ياش (جاسي) عام 1876، كان غولدفادن محظوظًا بشهرته كشاعر جدير - ضُبطت كثير من قصائده على ألحان الموسيقى وباتت أغانٍ شعبية - أكثر من كونه رجل أعمال لم يحالفه النجاح. ومع ذلك، عندما سعى للحصول على تمويل من إسحاق ليبريسكو لدورية أخرى، لم يكن ليبريسكو مهتمًا بهذا الاقتراح. وأشارت زوجة ليبريسكو إلى أن الصحافة المكتوبة باللغة اليديشية مجرد طريق إلى العوز واقترحت أن مسرح اللغة اليديشية سيلاقي سوقًا أكبر. عرض ليبريسكو على غولدفادن 100 فرنك مقابل إقامة حفل عام لأغانيه في حديقة شيمن مارك، غاردينا بومل فيردي («حديقة شجرة الفاكهة الخضراء»).
وعوضًا عن الحفل البسيط، وسع غولدفادن البرنامج إلى ما يشبه مسرح الفودفيل الترفيهي؛ سواء كان ذلك أم عرضًا داخليًا قدمه هو وزملاؤه في وقت لاحق من ذلك العام في بوتوشاني، اعتُبر عمومًا أول أداء مسرحي محترف في المسرح اليديشي. ومع ذلك، في ظل هذه الملابسات، قد يكون تصنيف أداء واحد على أنه «الأول» أمرًا شكليًا: كان الممثل الأول لغولدفادن، إسرائيل غرودنر، يغني أساسًا أغاني غولدفادن (وغيرها) في صالونات ياش. وغنى غرودنر أيضًا عام 1873 في حفل موسيقي بأوديسا (أغاني غولدفادن، من بين آخرين) وتضمن على ما يبدو فقرات مرتجلة ملحوظة بين الأغاني، على الرغم من عدم وجود نص فعلي.
وعلى الرغم من أن غولدفادن، حسب روايته الخاصة، كان على دراية في ذلك الوقت «بجميع فروع الأدب الروسي تقريبًا»، وكان أيضًا منفتحًا تجاه المسرح البولندي، وحتى أنه شاهد الممثل التراجيدي الأمريكي من أصل أفريقي، إيرا ألدريدج، وهو يؤدي لشكسبير، كان الأداء في غرادينا بومل فيردي أكثر من مسرحية إلى حد ما مقارنة بما شارك فيه غرودنر قبل ثلاث سنوات. كانت الأغاني متسلسلة مع بعضها ولها حبكة وذات طابع مميز وعلى قدر جيد من الارتجال. سار الأداء الذي قدمه غولدفادن وغرودنر وسوكر غولدشتاين وربما ثلاثة رجال آخرين، على نحو أكثر من جيد. كانت دي بوب ميتن إينكل (جدةٌ وحفيدة) الأداء الأول أو لربما دوس بينتل هولتس (حزمة العصي)؛ تتباين المصادر حول ذلك. (تشير بعض التقارير إلى أن غولدفادن نفسه كان مغنيًا فقيرًا، أو بالأحرى ليس مغنيًا وإنما ممثل فقير؛ وفقًا لبيركوفيتشي، تأتي هذه التقارير من ملاحظات غولدفادن التي تحط من قدر الذات أو من هيئته كرجل عجوز في نيويورك، لكن التقارير المعاصرة تشير إلى أنه كان ممثلًا ومغنيًا جديرًا، وإن لم يكن ذو أهمية كبيرة).
واصل غولدفادن العمل بعد تلك الفترة في دوريات شتى، لكن المسرح أصبح محور تركيزه الرئيسي.
في وقت لاحق من ذلك الصيف، شاهد الشاعر الروماني الشهير ميهاي إمينسكو، الذي كان صحفيًا حينها، إحدى العروض في بومل فيردي. دوّن في دوريته أن المجموعة تتألف من ستة مؤديين. (تحول هذا الرقم بسبب خطأ مطبعي عام 1905 إلى 16، كثرت الإشارة إليها، مما أوحى ببداية أكبر للمسرح اليديشي). وأُعجب بجودة الغناء والتمثيل، لكنه وجد اللوحات «دون اهتمام درامي كبير». يظهر أن تعليقاته الإيجابية العامة هذه تستحق أن تؤخذ على محمل الجد: كان إمينسكو يُعرف عمومًا بأنه «معاد بارز للسامية». اتضح أن إمينسكو شاهد أربعًا من مسرحيات غولدفادن الأولى: عمل مسرحي موسيقي هجائي تحت عنوان العالم والجنة، وحوار بين «فيلسوف مفتون» و«حاسيدي مستنير»، ومسرحية موسيقية أخرى باسم الحمو والصهر، وعمل كوميدي بعنوان فيشل الحوذي وخادمه سايدر.

## البحث عن مسرح
حاول غولدفادن استئجار مسرح مناسب في ياش، مع اقتراب نهاية موسم العروض الخارجية، لكنه فشل في ذلك. أخبره صاحب مسرح يُدعى ريشر، يُفترض أنه يهودي، أن «فرقة من المغنيين اليهود» ستكون «بغيضة للغاية». فتوجه غولدفادن وغرودنر وغولدشتاين إلى بوتوشاني أولًا، حيث أقاموا في عُليّة واستمر غولدفادن بإنتاج الأغاني والمسرحيات. تبع الأداء الأولي الناجح لمسرحية المجندين في مسرح داخلي («مع حجرات خاصة!» حسبما كتب غولدفادن) أيامًا من الأمطار الغزيرة لدرجة أنه لم يأت أحد إلى المسرح؛ رهنوا بعض ممتلكاتهم وغادروا إلى غالاتس، التي ثبت أنها مبشرة أكثر، مع عرض ناجح استمر ثلاثة أسابيع.
حصلوا في غالاتس على أول مصمم ذو شأن للديكور، وهو حرفي طلاء معروف باسم ريب موشي باس. لم يتلق تدريبًا فنيًا رسميًا، لكنه أثبت كفاءته في الوظيفة، وانضم إلى الفرقة، مثلما فعلت سارة سيغال، ممثلتهم الأولى. لم تكن قد بلغت سن الرشد بعد. وبعدما رأتها والدتها وهي تؤدي في عرضهم الافتتاحي في غالاتس، اعترضت على ابنتها العازبة وهي تثب مرحًا على خشبة المسرح. تزوجها غولدشتاين - الذي كان عازبًا على عكس غولدفادن وغرودنر - على الفور وبقيت مع الفرقة. (إضافة لكونها معروفة باسم سارة سيغال وصوفيا غولدشتاين، اشتهرت باسم صوفيا كارب، بعد زواجها الثاني من الممثل ماكس كارب).
بعد العرض الناجح في غالاتس، وردت محاولة أقل نجاحًا في برايلا، ولكن المجموعة كانت حينها قد عززت عملها وحان وقت التوجه إلى العاصمة بوخارست.